# 20 -NEWISH-
『20 -NEWISH-』(トゥエンティ ニューイッシュ)はDIMENSIONが2007年に発表したスタジオ・アルバム。

## 内容
前作の『My Rule』に続く結成15周年記念アルバムの第2弾。今作は初のニューヨークでのレコーディングを敢行。更にニューヨーク在住のミュージシャンを初めて起用した。特に、クリス・ミン・ドーキーに関しては、増崎孝司は「アンナケイのお蔭。昨年から彼女との仕事にあたり、いろんなことを僕に与えてくれた。今年の2月に自身が企画したライブにゲスト参加して速球にクリスと親しくなった」という。アルバムタイトルの由来は増崎曰く、「勝田一樹がネーミングを考えてくれた。『新（NEW）』と『願い（WISH）』の2つの意味を持たせている。『新しい願い』と受け取っても結構」とのこと。11曲目の「Jazz Cigarette」は1997年リリースの『9th Dimension "I is 9th"』のリテイク・バージョンである。

## 批評
CDジャーナルは「世界に冠たる音に違いはなく聴く側の好みだが、超一級ハイテクと情感、泥臭い何かが欲しい。情念濃度を今少し。不満はそれ一つだけ」と、厳しい批評が出てしまった。一方で、「ADLIB AWARDS 2007、国内JAZZ/FUSION賞」を受賞されている。

## 収録曲
※全曲DIMENSIONの3人による作・編曲
1. NEWISH
2. Black Code
3. Cut To The Cool
4. Things Never Change
5. I Will
6. Returns
7. Out Off This Sky
8. Far From Here
9. Life
10. Be My Wind
11. Jazz Cigarette（15th Anniversary Version）

## レコーディング参加

### DIMENSION
- 増崎孝司 - Guitar、Basses
- 小野塚晃 - Piano、Keyboards
- 勝田一樹 - Saxophone

### ゲスト・ミュージシャン
- ライオネル・コーデュー（Lionel Cordew） - Drums
- クリス・ミン・ドーキー（Chris Minh Doky） - Basses